# Alberto Arons de Carvalho
Alberto Arons Braga de Carvalho (Lisboa, Santos-o-Velho, 20 de setembro de 1949) é um jornalista, professor universitário e político português.

## Biografia
Filho do historiador Joaquim Barradas Braga de Carvalho (1920-1980) e de sua primeira mulher, a refugiada Ruth Arons (de origem Judaica Asquenaze), salva com um visto de Aristides de Sousa Mendes, Arons de Carvalho é licenciado em Direito, pela Faculdade de Direito da Universidade de Lisboa, e doutor em Ciências da Comunicação, pela Faculdade de Ciências Sociais e Humanas da Universidade Nova de Lisboa.
Jornalista entre 1974 e 1976, começou como redator do República, dirigido por Raul Rêgo, onde estava quando surgiu o Caso República. Em 1975 passou a integrar a A Luta (1975-1976). Abandonou o jornalismo para se dedicar à carreira académica, tendo sido assistente da Escola Superior de Comunicação Social (1979-1981) e da Faculdade de Ciências Sociais e Humanas da Universidade Nova de Lisboa (1983-2009). Desde 2009 é professor auxiliar convidado da mesma Faculdade, função que acumula com o cargo de vice-presidente do Conselho Regulador da Entidade Reguladora para a Comunicação Social (ERC), desde 2011.
Candidato à Assembleia Nacional pela CEUD — estrutura liderada por Mário Soares, com incorporação de católicos e monárquicos da oposição ao Estado Novo — seria um dos fundadores do Partido Socialista, também em 1973. Foi dirigente do PS e da Juventude Socialista.
Foi deputado à Assembleia Constituinte (1975-1976) e, posteriormente, à Assembleia da República, durante várias legislaturas, na I e na II, de 1976 até 1983, e, novamente, nas V, VI, VII, VIII, IX e X, entre 1987 e 2009.
Foi vice-presidente do Grupo Parlamentar do PS (1994-1995) e membro dos XIII e XIV Governos Constitucionais, de António Guterres, como Secretário de Estado da Comunicação Social. 
Foi membro do Conselho de Imprensa (1975 e 1985-1988).
Apresentou uma das três primeiras propostas de canais de televisão privados em Portugal, das quais apenas duas eram vencedoras do concurso, de seu nome TV1, a qual foi a que perdeu para a SIC e a TVI.
É autor de Valerá a pena desmenti-los? (2002), A Liberdade de Informação e o Conselho de Imprensa (1986), A Censura e as Leis de Imprensa (1973) — reeditado sob o título A Censura à Imprensa na Época Marcelista (1999) —, e co-autor de Da Liberdade de Imprensa (1971), Legislação anotada da Comunicação Social (2005) e Direito da Comunicação Social (3.ª Ed. em 2012).

### Família
Casou primeira vez em 1977 com Teresa Guterres (Lisboa, 22 de Dezembro de 1957), da qual não teve descendência e se divorciou, e casou segunda vez em 1987 com Maria da Nazaré de Sousa (Barreiro, Barreiro, 21 de Agosto de 1961), da qual tem um filho, Pedro de Sousa Arons "Piki" de Carvalho (Lisboa, Campo Grande, 14 de Agosto de 2001).